# تجميد البويضات

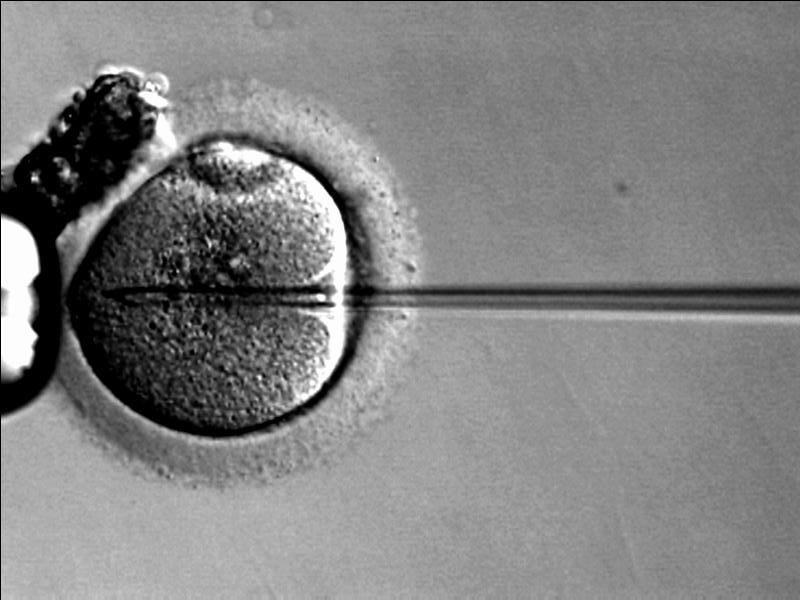
عملية حقن حيوان منوي بالبويضة

تجميد البويضة (بالإنجليزية: Oocyte cryopreservation)‏ أو (بالإنجليزية: egg frozen)‏، هي عملية يتم فيها تجميع البويضات من مبايض المرأة، ثم تُجَمَّد غير مخصبة وتُخزن للتخصيب في وقت لاحق حيث يتم دمجها مع حيوان منوي في المختبر وزراعتها في رحم المرأة. وتُعد تلك العملية إحدى الطرق المستخدمة لحفظ القدرة الإنجابية لدى النساء سواء لأسباب طبية مثل علاج السرطان أو لأسباب اجتماعية مثل العمل أو الدراسة، حيث أن أثبتت الدراسات أن معظم مشاكل العقم لدى النساء تعود إلى تدهور الخلايا المرتبطة بهرمونات الشيخوخة. على الرغم من كون الرحم يظل فعالا بشكل كامل في معظم النساء المسنات. هذا يعني أن العامل الذي يجب الحفاظ عليه هو بيض المرأة. حيث يتم استخراج البيض وتجميده وتخزينه. فالقصد من هذه العملية هو أن المرأة قد تختار أن يتم إذابة البويضات وتخصيبها ونقلها إلى الرحم كأجنة لتسهيل الحمل في المستقبل. و يختلف معدل نجاح الإجراء (فرص الولادة الحية باستخدام البويضات المتجمدة) تبعا لعمر المرأة، ويتراوح من 14.8% (إذا استُخرِجَت البويضة عندما كانت المرأة 40 عام) إلى 31.5% (إذا استُخرِجت البويضة عندما كانت المرأة 25 عام).

## دواعي تجميد البويضات
يمكن أن تزيد الية تجميد البويضات من فرصة الحمل المستقبلي لثلاث مجموعات رئيسية من النساء:
- إذا كانتِ المرأة على وشك الخضوع لعلاج السرطان أو مرض آخر قد يؤثر على احتمالية الخصوبة في المستقبل؛ حيث أن بعض العلاجات الطبية مثل الإشعاع والعلاج الكيميائي يمكن أن يضر بخصوبة المرأة. فقد يُسمح للمرأة بتجميد بويضاتها قبل العلاج لإنجاب أطفال بيولوجيين في وقت لاحق.
- إذا كانتِ المرأة تخضع للإخصاب في المختبر؛ بحيث إذا كان الزوج غير قادر على إنتاج حيوانات منوية كافية في اليوم الذي يتم استخراج بويضات المرأة فيه، فقد يلزم تجميد البويضات. عند الخضوع للإخصاب في المختبر، ويفضل بعض الأشخاص تجميد البويضات عن تجميد الجنين لأسباب دينية أو أخلاقية.
- إذا رغبت المرأة بالاحتفاظ ببويضاتها في سن أصغر من أجل الاستخدام في المستقبل؛ حيث أن تجميد البويضات يساعد المرأة في سن أصغر على الاحتفاظ بقدرتها على الإنجاب عندما يكون الوقت مناسبًا في المستقبل.[1]

أكثر من خمسون ألف امرأة في سن الإنجاب يصبن بالسرطان كل عام في الولايات المتحدة. و يعتبر العلاج الكيميائي والعلاج الإشعاعي سامين للبويضات، مع ترك القليل من البويضات، إن وجد. لذلك يوفر تجميد البويضات للنساء المصابات بالسرطان فرصة للحفاظ على بيضها ليتمكنوا من محاولة إنجاب الأطفال في المستقبل.
فتجميد البويضات هو خيار للأفراد الذين يخضعون لعمليات التلقيح الصناعي الذين يعترضون، لأسباب دينية أو أخلاقية، على ممارسة تجميد الأجنة. وجود خيار لتخصيب أكبر عدد ممكن من البويضات كما سيتم استخدامه في عملية التلقيح الصناعي، ومن ثم تجميد أي بويضات متبقية غير مخصبة لذلك يمكن أن يكون حلا. وبهذه الطريقة، لا توجد أجنة زائدة تنشأ، ولا توجد ضرورة للتخلص من الأجنة المجمدة غير المستخدمة، وهي ممارسة يمكن أن تخلق خيارات معقدة لبعض الأفراد.
بالإضافة إلى ذلك، فإن النساء اللواتي لديهن تاريخ عائلي من انقطاع الطمث المبكر لديهن مصلحة في الحفاظ على الخصوبة. مع تجميد البويضات، سيكون لديهم مخزن بيض مجمد، في حال نفاد بيضهن في سن مبكرة.

## الطريقة
```
إن عملية استرجاع البويضات لتجميد البويضة هي نفسها تستخدم لعملية الإخصاب في المختبر. ويشمل ذلك مدة أسبوعًا إلى عدة أسابيع من حقن الهرمونات التي تحفز المبيضين على إنضاج العديد من البويضات. وعندما تنضج البويضات، يتم إجراء تحريض النضج النهائي، ويفضل باستخدام الهرمون المنشط للغدد التناسلية GnRH بدلاً من 
موجهة الغدد التناسلية المشيمائية
 إتش سي جي (hCG) لأنه يقلل من خطر متلازمة فرط تنبيه المبيض مع عدم وجود دليل على وجود اختلاف في معدل المواليد الأحياء (على النقيض من دورات جديدة حيث يكون استخدام الهرمون المنشط للغدد التناسلية GnRH منخفضًا في معدل المواليد الأحياء).
[
5
]
 و يتم بعد ذلك إزالة البويضات من الجسم عن طريق استرجاع البويضة المهبلية. و يتم إجراء عملية التجميد عادة تحت التخدير.حيث يتم تجميد البيض على الفور.
```

البويضة هي أكبر خلية في جسم الإنسان وتحتوي على كمية كبيرة من الماء. عندما يتم تجميد البويضة، يمكن لبلورات الثلج التي تتشكل أن تدمر سلامة الخلية. لمنع حدوث ذلك، يجب تجفيف البويضة قبل التجميد. يتم ذلك باستخدام أجهزة التبريد التي تحل محل معظم المياه داخل الخلية وتمنع تكوين بلورات الثلج.
يتم تجميد البيض (البويضات) إما باستخدام طريقة ذات معدل تحكم بطيء أو معدل تبريد بطيء أو عملية تجميد جديدة باستخدام الفلاش تعرف باسم التزجيج. التزجيج هو أسرع بكثير ولكن يتطلب زيادة تركيز حافظات التبريد. و تكون نتيجة التزجيج خلية شبيهة بالزجاج، خالية من بلورات الثلج. في الواقع، يعد التجميد مرحلة انتقالية. التزجيج، على عكس التجميد، هو انتقال مادي. تحقيق هذا الاختلاف الأساسي، تم تطوير مفهوم التزجيج وتطبيقه بنجاح في علاج التلقيح الاصطناعي مع ولادة الحياة الأولى بعد تزجيج البويضات التي تحققت في عام 1999. يعمل التزجيج على التخلص من تكوين الجليد داخل البويضات وخارجها عند التبريد، وأثناء التجريف والتسخين. ويرتبط التزجيج بمعدلات بقاء أعلى وتطور أفضل بالمقارنة مع التبريد البطيء عند استخدامه على البويضات في الطور الثاني (MII). أصبحت التزجيج أيضًا الطريقة المفضلة للبويضات النواة، على الرغم من أن التجارب العشوائية المحتمَلة ما زالت غير موجودة.
أثناء عملية التجميد، يمكن تعديل امنطقة الشفافة أو قشرة البيضة لمنع التخصيب. وهكذا، في الوقت الحالي، عندما يتم إذابة البيض، يتم إجراء عملية تخصيب خاصة بواسطة أخصائي أجنة حيث يتم حقن الحيوانات المنوية مباشرة في البويضة بإبرة بدلا من السماح للحيوانات المنوية بالاختراق بشكل طبيعي عن طريق وضعه حول البيضة في طبق. تسمى تقنية الحقن هذه بالحقن المجهري (Intracytoplasmic Sperm Injection) ويستخدم أيضا في التلقيح الصناعي.
وقد نمت البويضات غير الناضجة حتى نضجها في المختبر، ولكنها لم تكن متاحة سريريا.

## معدلات النجاح
وجد أن النسبة المئوية للدورات المنقولة أقل في الدورات المجمدة بالمقارنة مع الدورات الطازجة (حوالي 30 ٪ و 50 ٪). وتعتبر هذه النتائج قابلة للمقارنة.
في تحليل عام 2013 لأكثر من 2200 دورة باستخدام البويضات المتجمدة، وجد العلماء احتمال وجود ولادة حية بعد ثلاث دورات كانت 31.5٪ للنساء اللواتي جمدن بيضهن في سن الخمسة و العشرين، 25.9 ٪ و في سن الثلاثين، 19.3٪ في سن الخمسة و الثلاثين، و 14.8٪ في سن الأربعين.
أظهرت دراستان حديثتان أن معدل العيوب الخلقية والعيوب المتعلقة بالكروموسومات عند استخدام البويضات المتجمدة تتفق مع تلك التي تحدث عند الحمل الطبيعي.
وقد أحدثت التعديلات الأخيرة في البروتوكول فيما يتعلق بتكوينات الحفظ بالتبريد، ودرجات الحرارة وأساليب التخزين تأثيرًا كبيرًا على التكنولوجيا، وعلى الرغم من أنها لا تزال تعتبر إجراءً تجريبيًا، فإنها سرعان ما أصبحت خيارًا متاحًا للنساء. كان التجميد البطيء بشكل تقليدي الطريقة الأكثر شيوعا لتبريد البويضات، وهي الطريقة التي أسفرت عن معظم الأطفال الذين يولدون من البويضات المجمدة في جميع أنحاء العالم. التزجيج أو التجميد فائق السرعة يمثل طريقة تجميد بديلة محتملة.